# Diecezja Jefferson City
Diecezja Jefferson City (łac. Dioecesis Civitatis Jeffersoniensis, ang. Diocese of Jefferson City) jest diecezją Kościoła rzymskokatolickiego w metropolii Saint Louis w Stanach Zjednoczonych w północno-wschodniej części stanu Missouri. 

## Historia
Diecezja została kanonicznie erygowana 2 lipca 1956 roku przez papieża Piusa XII. Wyodrębniono ją z diecezji Saint Joseph i archidiecezji Saint Louis. Pierwszym ordynariuszem został dotychczasowy biskup pomocniczy Kansas City Joseph Mary Marling CPPS (1904-1979). 

## Ordynariusze
- Joseph Mary Marling CPPS (1956–1969)
- Michael Francis McAuliffe (1969–1997)
- John Gaydos (1997–2017)
- Shawn McKnight (2018–2025)
- Ralph O’Donnell (nominat)